# Sotho-Tswana-Sprachen

Anteil der Sotho-Tswana-Sprecher in Südafrika

Die Sotho-Tswana-Sprachen gehören zur Guthrie-Region S der Bantusprachen.
Sie werden von über 14 Millionen Menschen im südlichen Afrika gesprochen. Die einzelnen Sprachen sind:
- Kgalagadi, etwa 40.000 Sprecher in Botswana
- Setswana (auch: Tswana), etwa vier Millionen Sprecher, vor allem in Botswana (dort Amtssprache neben Englisch) und Südafrika (besonders in der früheren Provinz Transvaal).
- Lozi, auch Silozi oder Rotse genannt, etwa 600.000 Sprecher, vor allem in Sambia, daneben 70.000 in Simbabwe und rund 15.000 in Botswana und Namibia
- Tswapong, etwa 2000 Sprecher in Botswana[1]
- Sotho-Sprachen:

- Nord-Sotho:

- Nord-Sotho, etwa fünf Millionen Sprecher in der Republik Südafrika nördlich von Pretoria, darunter Dialekte wie Sepedi, das als Standarddialekt angesehen wird; oft wird das Nord-Sotho fälschlich mit Sepedi gleichgesetzt
- Süd-Ndebele, etwa 600.000 Sprecher in der Nähe von Pretoria in der Republik Südafrika. Die Zuordnung ist umstritten, manche betrachten es als stark von den Sotho-Tswana-Sprachen beeinflusste Nguni-Sprache

- Süd-Sotho:

- Sesotho, auch Süd-Sotho genannt, etwa vier Millionen Sprecher in Lesotho (Amtssprache neben Englisch, dort etwa zwei Millionen Sprecher) und der Republik Südafrika

Nord- und Süd-Sotho sind sprachlich eng miteinander verwandt, haben aber unterschiedliche Rechtschreibungen bekommen. Auch die Sesotho-Schreibweisen in Lesotho und Südafrika unterscheiden sich geringfügig.